# Chronologie der Dreyfus-Affäre
Die Dreyfus-Affäre war eine der großen politischen Affären der Dritten Französischen Republik. Sie kennzeichnet sich durch Handlungsstränge, die zeitweise parallel zueinander stattfanden. Im Folgenden ist die Affäre in ihrem chronologischen Verlauf aufgeführt. Eine detaillierte Beschreibung der Abläufe ist im Hauptartikel Dreyfus-Affäre wiedergegeben.

## 1894

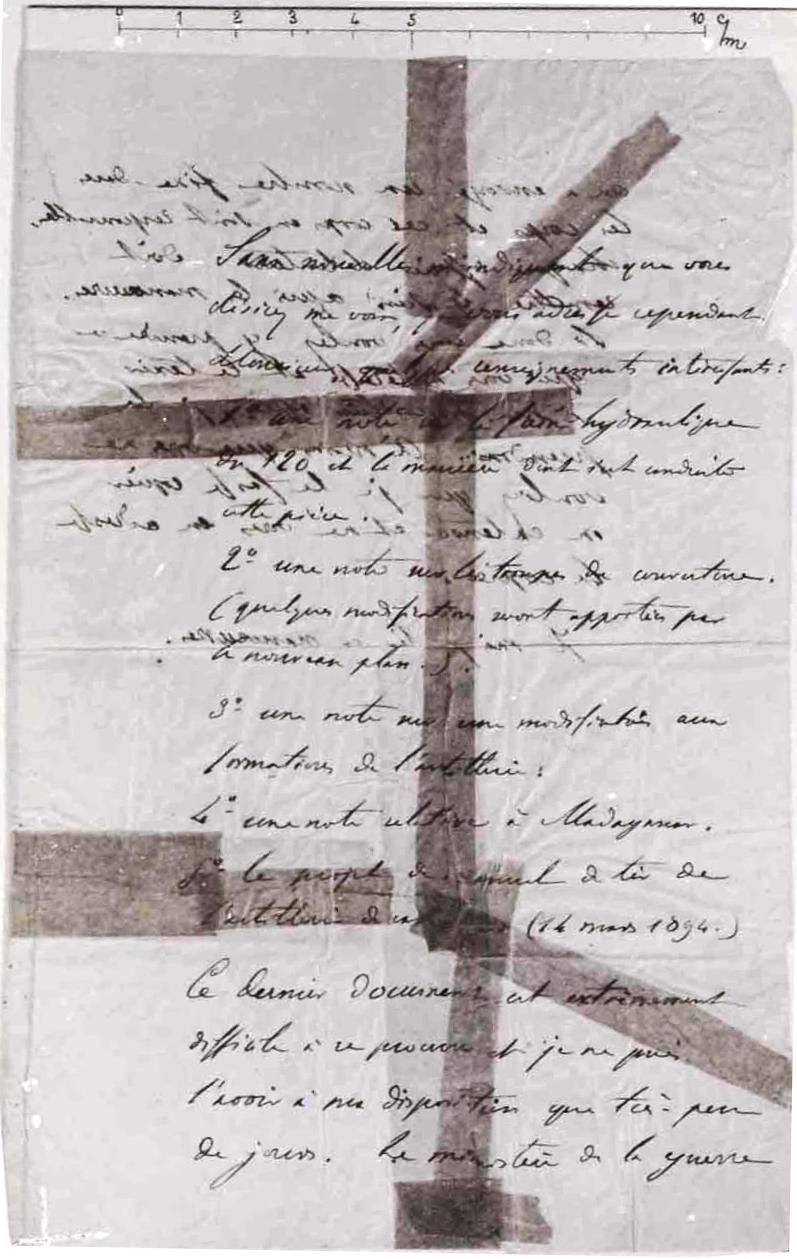
Der wieder zusammengeklebte Bordereau

- 20.07.: Der französische Offizier Ferdinand Walsin-Esterházy, wegen Frauengeschichten und Glücksspiels hoch verschuldet, bietet dem deutschen Militärattaché Maximilian von Schwartzkoppen seine Dienste an.[1]
- 25.09.: Die Putzfrau Marie Bastian entwendet einen zerrissenen und nicht unterschriebenen Brief aus dem Papierkorb des Militärattachés  Schwartzkoppen und übergibt diesen gemeinsam mit anderen Papierfragmenten dem französischen Nachrichtendienst. Der Brief, das sogenannte Bordereau („Begleitschreiben“), ist der schriftliche Beleg, dass ein Offizier des französischen Generalstabs vertrauliche Informationen an ausländische Mächte liefert.
- 06.10.: Die Personen, die im Generalstab mit der Untersuchung des Bordereaus beauftragt sind, kommen zu dem Schluss, dass Alfred Dreyfus der Verräter sei.[2]
- 11.10.: In einer gemeinsamen Sitzung stimmen mehrere Kabinettsminister der Verhaftung von Alfred Dreyfus zu. Mehrere äußern jedoch Vorbehalte und Bedenken. Ministerpräsident Charles Dupuy nimmt Kriegsminister Mercier das Versprechen ab, nur dann weiter gegen Dreyfus vorzugehen, wenn noch andere Beweise gegen ihn gefunden werden.
- 14.10.: Kriegsminister Auguste Mercier unterzeichnet den Haftbefehl gegen den jüdischen Artillerie-Hauptmann Alfred Dreyfus, nachdem Offiziere des Generalstabs zu der Überzeugung kommen, seine Handschrift entspräche der des Bordereau. Die weitergehenden Untersuchungen werden Armand du Paty de Clam übertragen.
- 15.10.: Alfred Dreyfus wird verhaftet.
- 28.10.: Lucie Dreyfus, Ehefrau von Alfred Dreyfus, wird erlaubt, Familienangehörige über die Verhaftung zu informieren. Alfred Dreyfus‘ älterer Bruder Mathieu Dreyfus reist sofort von Mülhausen nach Paris.
- 29.10.: General Du Paty de Clam weist Generalstabschef Boisdeffre darauf hin, dass die Beweislage gegen Dreyfus sehr dünn ist.
- 31.10.: Zeitungen berichten über die Verhaftung und nennen dabei zum Teil Name, Rang und Glaubenszugehörigkeit des Verhafteten.
- 31.10.: Sondersitzung des französischen Kabinetts, in der Mercier behauptet, das Bordereau sei eindeutig von Dreyfus geschrieben. Das Kabinett stimmt einer gerichtlichen Untersuchung des Falls zu. Die weitere Untersuchung liegt nun in der Zuständigkeit des ranghöchsten französischen Offiziers, dem Militärgouverneur von Paris Félix Gustave Saussier.[3]
- 01.11.: In dem nationalistischen und antisemitischen Blatt La Libre Parole erscheint der erste antisemitisch gefärbte Artikel, der über die Affäre berichtet.
- 03.11.: General Saussier überträgt den Fall dem Hauptmann Bexon d’Ormescheville, einem Prüfungsrichter am Premier conseil de guerre in Paris.
- 10.11.: Die deutsche Botschaft teilt in einer im Le Figaro veröffentlichten Presseerklärung mit, dass kein Kontakt zu Dreyfus bestanden habe.[4]
- 11.11.: Der Nachrichtendienst erhält vom Außenministerium ein dechiffriertes Telegramm des italienischen Militärattachés Panizzardi, aus dem hervorgeht, dass dieser keinen Kontakt zu Dreyfus gehabt habe. Das Original wird vom Nachrichtendienst an das Außenministerium zurückgesendet, noch am selben Tag wird die Abschrift in den Akten des Kriegsministeriums gegen eine gefälschte Version ausgetauscht, in der es heißt, das Kriegsministerium habe Beweise für die Kontakte von Dreyfus zum Deutschen Reich.[5]
- 14.11.: Édouard Drumont schreibt in der nationalistischen und antisemitischen Zeitung Le Libre Parole, dass Dreyfus nur mit der Absicht der Armee beigetreten sei, Verrat zu begehen. Als Jude und Deutscher hasse er die Franzosen.[6] Die katholische Tageszeitung La Croix bezeichnete in einem Artikel die Juden als schreckliches Krebsgeschwür, die Frankreich in die Sklaverei führen werde.[6]
- 17.11.: Kriegsminister Mercier erklärt im Le Journal, dass die Untersuchung gegen Dreyfus innerhalb von zehn Tagen abgeschlossen sein werde.
- 19.12.: Der Kriegsgerichtsprozess gegen Dreyfus beginnt. Die Öffentlichkeit ist von dem Prozess ausgeschlossen, Verteidiger von Dreyfus ist Edgar Demange. Während der Verhandlung erhalten die Militärrichter, die alle einen Offiziersrang innehaben, ein Geheimdossier zugespielt, das sie von der Schuld Dreyfus’ überzeugen soll. Der Angeklagte und sein Anwalt erhalten keine Kenntnis von diesem Geheimdossier.
- 22.12.: Dreyfus wird zu militärischer Degradierung, Deportation und lebenslanger Haft an einem befestigten Ort verurteilt. Es ist die höchstmögliche Strafe für Landesverrat.

## 1895

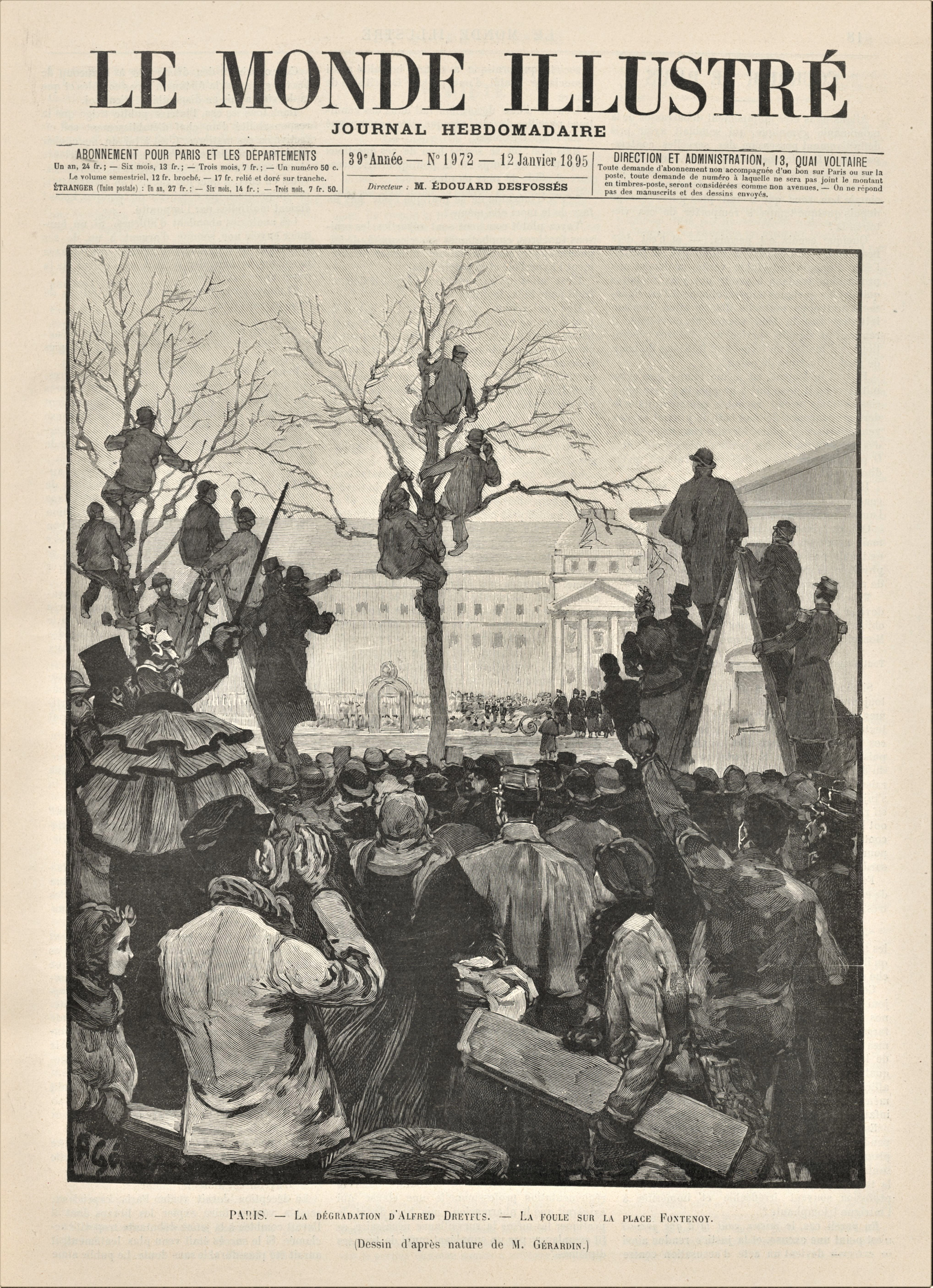
Darstellung der Menschen, die sich versammelt hatten, um am 5. Januar der öffentlichen Degradierung von Dreyfus beizuwohnen

- 05.01.: Öffentliche Degradierung von Alfred Dreyfus im großen Hof der École Militaire.
- 15.01.: Der Präsident der Französischen Republik, Jean Casimir-Perier, tritt von seinem Amt zurück.
- 17.01.: Félix Faure wird neuer Präsident der Französischen Republik.
- 31.01.: Die französische Abgeordnetenkammer beschließt auf Antrag von Kriegsminister Mercier, Alfred Dreyfus auf die Teufelsinsel in Französisch-Guayana zu verbannen.
- 07.02.: Mathieu Dreyfus bittet den Vizepräsidenten des französischen Senats, Auguste Scheurer-Kestner, um Unterstützung im Fall seines Bruders.
- 21.02.: Dreyfus wird an Bord des Schiffs gebracht, das ihn zur Teufelsinsel bringen wird.[7] Etwa zeitgleich erfährt die Familie Dreyfus erstmals, dass bei der Verurteilung von Dreyfus ein Geheimdossier die entscheidende Rolle spielte.
- März oder April: Gegenüber dem Dreyfus-Anwalt Demange bestätigt der Justizminister Ludovic Trarieux, dass die Militärrichter einen Brief mit der Wendung Ce canaille de D. gesehen hätten.[7]
- Juni: Mathieu Dreyfus engagiert Bernard Lazare mit der Verfassung eines Memorandums, aus dem hervorgeht, dass die Verurteilung von Alfred Dreyfus auf einem Justizirrtum beruht. Lazare soll ihm außerdem helfen, Verbindung zu Schriftstellern und anderen Intellektuellen aufzunehmen.[7]
- 01.07.: Marie-Georges Picquart wird Nachfolger von Jean Sandherr als Leiter des Nachrichtendienstes im Deuxième Bureau.

## 1896
- 20.02.: Ferdinand Walsin-Esterházy sucht den deutschen Militärattaché Schwartzkoppen in der deutschen Botschaft auf. Schwartzkoppen weist in dem Gespräch auf seine Unzufriedenheit mit Esterhazys Diensten hin.
- Anfang März: Ein später als Le petit bleu bezeichneter Eilbrief des Militärattachés Schwartzkoppen an Esterhazy wird von der Putzfrau Bastian in dessen Papierkorb gefunden und gemeinsam mit anderen Papierfragmenten dem französischen Nachrichtendienst geliefert.
- März: Picquart deutet den Brief richtig als Hinweis fortlaufender Spionageaktivitäten und beginnt, Informationen über Esterhazy zu sammeln. Bei einem Vergleich des Bordereaus mit Handschriftenproben von Esterhazy stellt er fest, dass die beiden Handschriften identisch sind. Das angeforderte Geheimdossier enthält keine beweiskräftigen Dokumente, die eindeutig eine Schuld Dreyfus’ enthalten. Picquart gelangt zu dem Schluss, dass Dreyfus unschuldig und Esterhazy der Landesverräter ist.
- 16.05.: Der französische Schriftsteller Émile Zola veröffentlicht im Le Figaro unter dem Titel Pour les Juifs (Für die Juden) seinen ersten Artikel über den Antisemitismus in Frankreich.[8]
- 01.09.: Picquart legt einen ersten offiziellen Bericht seinen Vorgesetzten vor und versucht vergeblich, sie von der Unschuld Dreyfus’ und der Schuld Esterhazys zu überzeugen. Seiner Meinung nach ist es dringend geboten, das Unrecht gegenüber Dreyfus zu korrigieren, um Schaden von der Armee abzuwenden. Sowohl General Charles Arthur Gonse als auch Generalstabschef Raoul Le Mouton de Boisdeffre teilen diese Ansicht nicht. Sie möchten eine Revision des Militärgerichtsurteils von 1894 um jeden Preis verhindern.
- 03.09.: Durch Mathieu Dreyfus, die britische Detektei Cook und einen Korrespondenten des Daily Chronicle wird die Nachricht lanciert, dass Dreyfus von der Teufelsinsel geflohen sei. Damit soll die Affäre Dreyfus in den Medien präsent bleiben. Dies gelingt zwar, die Nachricht hat aber auch zur Folge, dass sich die Haftbedingungen für Alfred Dreyfus drastisch verschärfen. Er wird während der nächsten sechs Wochen jede Nacht mit Ketten an sein Bett gefesselt.[9]
- 09.09.: In der Zeitung L’Éclair erscheint ein anonymer Artikel. Der Verfasser ist Dreyfus zwar feindlich gesinnt, weist aber auf Verfahrensfehler im Prozessverlauf hin und fordert das Kriegsministerium auf, einige der Beweise öffentlich zu machen.[10]
- 14.09.: In einem zweiten Artikel der Zeitung L’Éclair wird unter anderem öffentlich auf die heimliche Weiterleitung von Beweismaterial an das Gericht Bezug genommen.[11] Das Kriegsministerium widerspricht dieser Berichterstattung nicht.
- 15.09.: In einem Gespräch mit General Gonse, über das allerdings nur Aufzeichnungen von Picquart vorliegen, weist Picquart Gonse darauf hin, dass er das Wissen um Dreyfus’ Unschuld nicht mit ins Grab nehmen werde.[12]
- 18.09.: Da die Veröffentlichungen in L’Eclair unwidersprochen bleiben, reicht Lucie Dreyfus bei der Abgeordnetenkammer einen ersten Revisionsantrag ein.
- 27.10.: Kriegsminister General Jean-Baptiste Billot unterzeichnet den Befehl, der Picquart zunächst zu einer Inspektionsreise in die französische Provinz und später in eine Grenzgarnison nach Tunesien abkommandiert. Es wird jedoch noch kein Abreisedatum festgelegt.

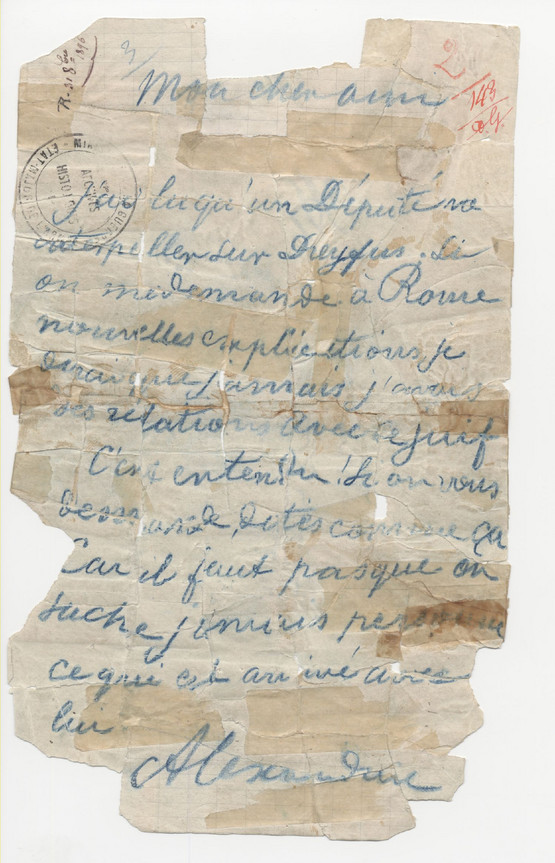
Le faux Henry

- 30.10. oder 01.11: Hauptmann Hubert Henry fälscht den sogenannten faux Henry (falscher Henry), ein Schreiben, das als Beweis für den Landesverrat Dreyfus’ dienen soll.
- 02.11.: Hauptmann Henry übergibt den gefälschten Brief an General Gonse. Obwohl Picquart noch nominell Leiter des Nachrichtenbüros ist, wird er über diese angebliche „Entdeckung“ nicht informiert.
- 06.11.: Mathieu Dreyfus sendet 3.500 einflussreichen Persönlichkeiten des öffentlichen Lebens Lazares Schrift Une erreur judiciaire. La vérité sur l’Affaire Dreyfus (Ein Justizirrtum. Die Wahrheit über die Affäre Dreyfus) zu, in der dieser die Verurteilung von Dreyfus als Justizirrtum anprangert.
- 10.11.: Le Matin druckt ein Faksimile des Bordereau ab, so dass es jedem Leser möglich ist, selbst einen Schriftvergleich vorzunehmen.[13] Le Matin erwähnt auch die widerrechtliche Übergabe des Geheimdossiers an die Militärrichter im Prozess von 1894 und den ce canaille de D.-Brief.  Mathieu Dreyfus lässt Plakate drucken, die das Bordereau neben Briefen in der Handschrift seines Bruders zeigen. Die Plakate werden in ganz Paris verteilt.[14]
- 16.11.: Picquart verlässt Paris.
- 14.12.: Hauptmann Henry fälscht den Speranza-Brief, den er per Post an Picquart absendet, aber abfängt, bevor er den Empfänger erreicht. Es ist der erste von mehreren zweideutigen Briefen, mit denen Henry versucht, Picquart bei den Generälen in Misskredit zu bringen. Sie führen letztlich zur Anklage gegen Picquart.

## 1897
- 06.01.: Picquart wird nach Nordafrika versetzt.
- 02.04.: Picquart hält in einer Nachschrift zu seinem Testament fest, dass er Esterhazy für den Verfasser des Bordereaus hält und verfügt, im Falle seines Todes sollte diese Nachschrift dem französischen Staatspräsidenten übergeben werden.
- 13.07.: Der Anwalt Leblois informiert den Senator Auguste Scheurer-Kestner über den begründeten Verdacht, den Georges-Marie Picquart gegenüber Ferdinand Walsin-Esterhazy hegt. Er nimmt Scheurer-Kestner aber gleichzeitig zum Schutz seines Freunds und Klienten Picquart das Versprechen ab, mit seinem Wissen erst dann an die Öffentlichkeit zu gehen, wenn weitere, von Picquart unabhängige Beweise für die Schuld von Esterhazy vorliegen.
- 14.07.: Lucie Dreyfus erhält einen Brief von Joseph Reinach, der sie informiert, dass Scheurer-Kestner sich für die Wiederaufnahme des Prozesses einsetzen wird.[15]
- August und September: Unter Politikern und Journalisten spricht sich herum, dass der Senator Scheurer-Kestner Dreyfus für unschuldig hält und Aktenmaterial besitzt, das die Unschuld von Dreyfus beweist.
- 16.10. bis 18.10.: General Arthur Gonse und Major Hubert Henry informieren du Paty, dass die Familie Dreyfus und ihre Anhänger in einem Komplott versuchen, an Stelle von Dreyfus Esterhazy als Landesverräter zu beschuldigen.[16]
- 18.10. oder 19.10.: Major Hubert Henry fälscht in Abstimmung mit du Paty den sogenannten Espérance-Brief, mit dem Esterhazy darüber informiert wird, dass Picquart ihn für den tatsächlichen Landesverräter halte.
- 22.10.: Esterhazy schickt einen anonymen Brief an den Schwiegervater von Alfred Dreyfus, in dem er diesem und Mathieu Dreyfus mit dem Tode droht, wenn sie weiter im Falle Dreyfus aktiv würden.[17]
- 23.10.: Esterhazy informiert Maximilian von Schwartzkoppen über die Aufdeckung der Verbindung zwischen ihnen. Auf die Aufforderung von Esterhazy, gegenüber Lucie Dreyfus zu behaupten, ihr Mann sei der wahre Landesverräter, reagiert Schwartzkoppen, indem er Esterhazy die Tür weist.[17] Im Park Montsouris begegnet Esterhazy nach diesem Treffen mit Schwartzkoppen in einer geheimen Unterredung du Paty und Gribelin, Archivar des Nachrichtendienstes, die beide Zivilkleidung tragen. Beide Offiziere versichern ihm, dass der Generalstab ihn schützen werde, sofern er sich zur Zusammenarbeit bereit erkläre und nichts verlautbare, ohne sich zuvor mit ihnen in Verbindung zu setzen.[17] Esterhazy unterrichtet anschließend Schwartzkoppen von dem zugesicherten Schutz. Dieser berichtet an General Schlieffen, den Generalstabschef in Berlin, dass die Aufdeckung eines großen Skandals bevorstehe.[18] Parallel zu den Vorgängen um Esterhazy erteilt der Kriegsminister Billot den Befehl an General Jérôme Leclerc, der Picquarts vorgesetzter Offizier ist, dessen Auslandsmission auszudehnen und ihn an die libysche Front zu entsenden, die als besonders gefährlich gilt. Leclerc informiert Picquart über diese Weisung, führt den Befehl aber nicht sofort aus und weist Picquart außerdem an, nicht weiter als bis Südtunesien zu reisen.[19]
- 25.10.: Esterhazy erklärt in einem offiziellen Meeting mit General Millet, dass die Handschrift des Bordereau zwar Ähnlichkeit mit seiner aufweise, jedoch habe Dreyfus seine Schrift imitiert.[18]
- 29.10.: Scheurer-Kestner versucht in einem Gespräch, Präsident Félix Faure erfolglos von der Unschuld Dreyfus’ zu überzeugen.

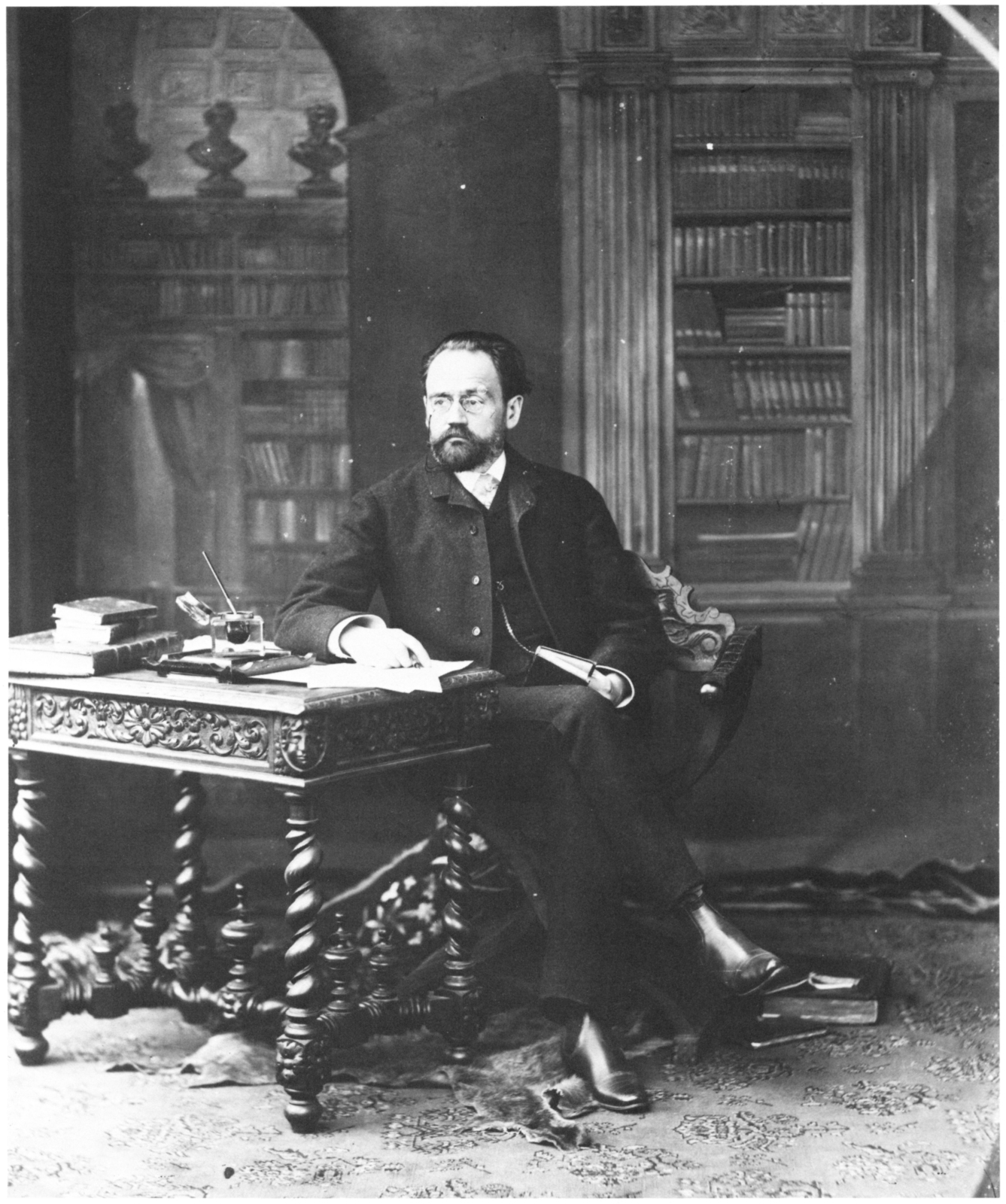
Émile Zola

- Ende Oktober, Anfang November: Durch Leblois und Scheurer-Kestner wird Zola von der Unschuld Dreyfus’ überzeugt. Er stellt sich nun an die Seite der Dreyfusarden.
- 04.11.: Der Historiker Gabriel Monod schreibt in einem zunächst von Le Siècle und dann von Le Temps veröffentlichten Artikel, er könne als anerkannter Grafologe bestätigen, dass der Bordereau nicht von Dreyfus geschrieben sei. Er ist einer der ersten sogenannten Intellektuellen, die sich in der Affäre Dreyfus engagieren.
- 07.11.: Ein Börsenmakler erkennt auf einem der Faksimiles des Bordereaus die Handschrift seines Klienten Esterhazy wieder. Als Beleg dafür überreicht er Mathieu Dreyfus Briefe seines Klienten.[20]
- 12.11.: Schwartzkoppen wird nach Deutschland zurückversetzt. Bei seiner Verabschiedung versichert er Präsident Faure nochmals, dass er nie mit Dreyfus in Kontakt gestanden habe.[21]
- 15.11.: Scheurer-Kestner veröffentlicht in Le Temps einen offenen Brief an Senator Ranc, in dem er diesem mitteilt, dass neue Fakten vorlägen, die seiner Meinung nach die Unschuld von Dreyfus belegten.[20]
- 15.11.: Der erste Artikel, den Émile Zola direkt zur Dreyfus-Affäre schreibt, erscheint im Le Figaro und befasst sich mit Scheurer-Kestner und seinem Bemühen, den Justizirrtum zu korrigieren.[22]
- 16.11.: Mathieu Dreyfus beschuldigt in einem offenen Brief an Kriegsminister Jean-Baptiste Billot Esterhazy als Verfasser des Bordereaus.[20]
- 17.11.: Kriegsminister Billot ordnet eine Voruntersuchung gegen Esterhazy an, die von General Georges de Pellieux durchgeführt wird. Pellieux kommt zu dem Ergebnis, dass Esterhazy unschuldig sei und regt auf Basis der gefälschten Briefe und Telegramme an Picquart stattdessen Untersuchungen gegen diesen selbst an. Le petit bleu, Picquarts wesentliches Beweisstück gegen Esterhazy, stuft er als gefälscht ein.
- 26.11.: Picquart wird nach Frankreich zurückbeordert. Sein Haus wird widerrechtlich durchsucht.
- 28.11.: Le Figaro beginnt mit der Veröffentlichung von Esterhazys Briefen an seine ehemalige Geliebte.[23] Darin äußert Esterhazy unter anderem seine Verachtung gegenüber Frankreich.
- 01.12.: Unter der Überschrift Le Syndicat (Das Syndikat) folgt in Le Figaro ein weiterer Artikel Zolas, der den wiederholt geäußerten Vorwurf aufgreift, ein „jüdisches Syndikat“ versuche, einen Freispruch von Alfred Dreyfus zu „erkaufen“. Zola weist dies als Ammenmärchen zurück und drängt seine Leser, die Familie Dreyfus nicht als einen Teil geheimnisvoller und diabolischer Kräfte zu sehen, sondern als französische Mitbürger, die alles in ihrer Macht tun, das Recht ihres unschuldigen Angehörigen wiederherzustellen.[24]
- 04.12.: Der neue Premierminister Félix Jules Méline versichert der Abgeordnetenkammer, dass es keine Affäre Dreyfus gäbe. Der Abgeordnete Albert de Mun spricht von einem „jüdischen Syndikat“ im Dienste des Deutschen Reiches.[25]
- 04.12.: Trotz der anderslautenden Empfehlung von General de Pellieux ordnet Kriegsminister Billot eine förmliche Ermittlung gegen Esterhazy an. Untersuchungsrichter ist Major Ravary.
- 05.12.: Zola gibt im Artikel Le Procès-verbal (Bestandsaufnahme) seiner Hoffnung Ausdruck, dass ein Militärgerichtsprozess gegen Esterhazy die Nation versöhnen und dem barbarischen Antisemitismus, der nach seiner Meinung Frankreich um tausend Jahre zurückwerfe, ein Ende setzen werde.[26]
- 07.12.: Scheurer-Kestner benennt vor dem Senat und 5.000 Zuschauern in einer emotionslosen Rede die ihm bekannten Fakten.[25] Er weist auf den fehlerhaften Prozessverlauf hin, da geheime Dokumente an das Gericht übermittelt wurden. Kriegsminister Billot entgegnet, dass Scheurer-Kestner nicht behaupten könne, dass der Bordereau das einzige Beweisstück sei. Der frühere Justizminister Trarieux ist der einzige Senator, der Scheurer-Kestner unterstützt. Er hält fest, dass es kein Angriff auf die Armee sei, wenn nach schweren Fehlern ein Antrag auf Richtigstellung vorgebracht werde. Félix Jules Méline betont erneut, dass es keine Affäre Dreyfus gebe.[27]
- Mitte Dezember: Le Figaro beendet seine Zusammenarbeit mit Zola, da Anti-Dreyfusarden und rechtsextreme Nationalisten zu einem Subskriptionsboykott der Zeitung aufrufen.[28]
- 13.12.: In dem als Broschüre verkauften Lettre à la Jeunesse (Brief an die Jugend) wendet sich Zola an die Studenten, die im Quartier Latin eine gewalttätige Demonstration gegen Dreyfus organisiert haben und fordert sie auf, sich wieder der französischen Traditionen der Großzügigkeit und Gerechtigkeit zu besinnen.[29]
- 31.12.: Der mit der weiteren Untersuchung gegen Esterhazy beauftragte Untersuchungsrichter Major Ravary kommt zu dem Ergebnis, dass das Verfahren gegen Esterhazy einzustellen sei.

## 1898

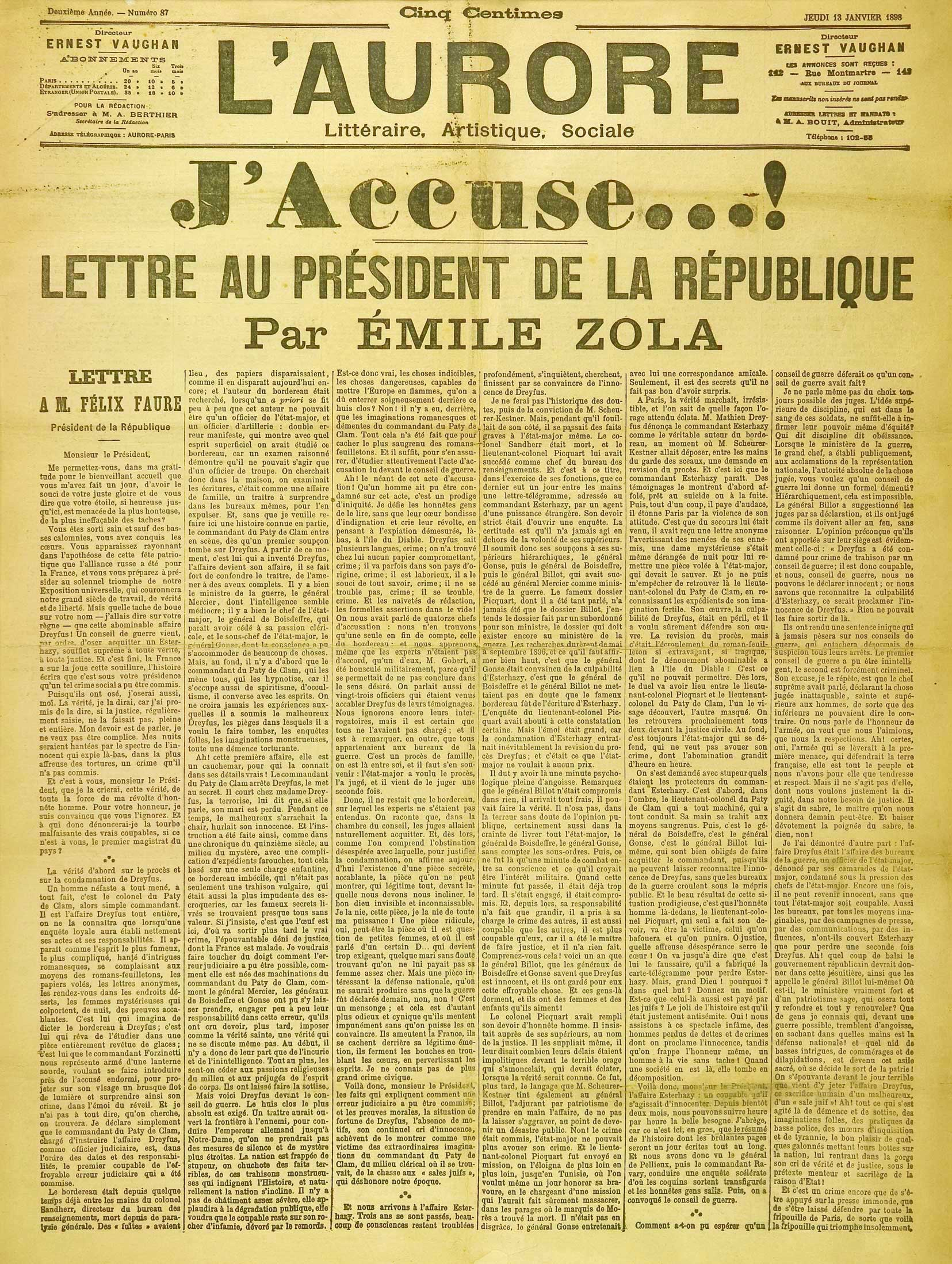
Titelblatt der L’Aurore vom 13. Januar 1898

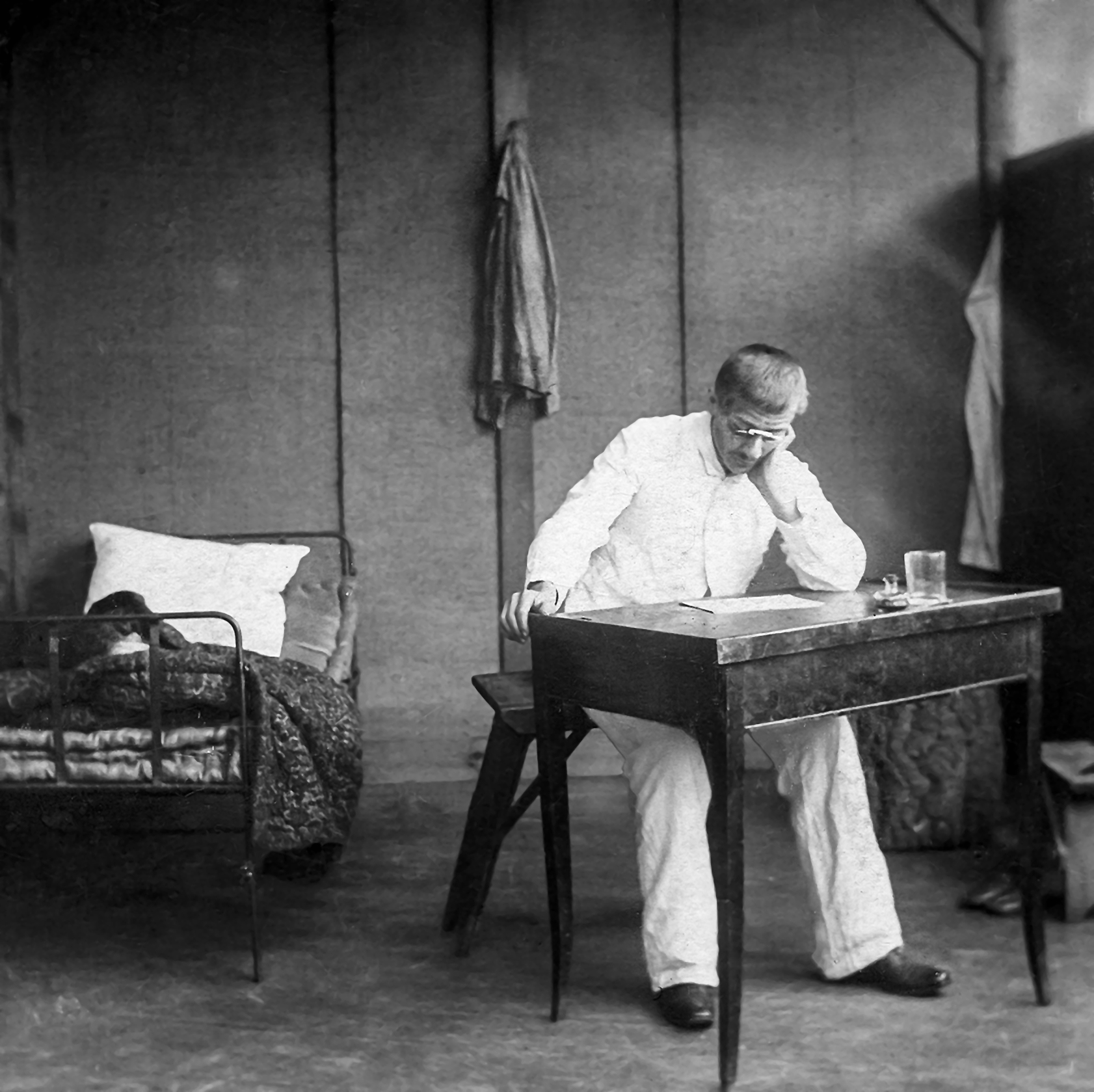
Dreyfuss auf der Teufelsinsel, 1898;
Vertrieb durch F. Hamel, Altona-Hamburg… ; Stereoskopie aus der Sammlung Lachmund

- 01.01.: Esterhazy beantragt ein Militärgerichtsverfahren gegen sich. Er wird dabei von seinen Hintermännern im Generalstab ermutigt.[30]
- 04.01.: Picquart erhebt Klage gegen den oder die unbekannten Verfasser der gefälschten Telegramme, die ihm zugeschickt wurden.
- 06.01.: Zola greift in Lettre à la France (Brief an Frankreich) den Teil der Presse an, die ihre Leser auf eine Reinwaschung von Esterhazy einstimmen.[31]
- 10.01. und 11.01.: Kriegsgerichtsprozess gegen Esterhazy. Im Gerichtsprozess vertritt Fernand Labori Lucie Dreyfus. Esterhazy wird einstimmig freigesprochen.
- 13.01.: Picquart wird zu sechzig Tagen Festungshaft verurteilt. Anschließend soll sein Fall von einem militärischen Untersuchungsausschuss behandelt werden.[32] Scheurer-Kestner wird am selben Tag als Vizepräsident des Senats abgewählt.
- 13.01.: Auf der Titelseite der L’Aurore erscheint Zolas offener Brief J’accuse…! (Ich klage an…!) an Staatspräsident Félix Faure, in dem Zola erneut den Freispruch Esterházys anprangert.[33] Zola nimmt in seinem Artikel rhetorisch die Rolle eines Staatsanwalts ein. Er klagt du Paty, Mercier, Billot, Gonse und Boisdeffre an, Drahtzieher eines Komplotts zu sein, wirft der Schmutzpresse antisemitische Propaganda vor und beschuldigt Esterhazy erneut, der wahre Landesverräter zu sein. Zola wirft auch die entscheidende und für den weiteren Fortgang der Dreyfus-Affäre prophetische Frage auf, inwieweit diese Militärrichter noch zu einem unabhängigen Urteil in der Lage sind. Zola geht so weit, dass er das erste Kriegsgericht beschuldigt[34]

„…das Recht verletzt zu haben, indem es einen Angeklagten auf der Grundlage eines geheim gebliebenen Beweisstücks verurteilt hat, und ich klage das zweite Kriegsgericht an, diese Gesetzwidrigkeit auf Befehl gedeckt und dabei seinerseits das Rechtsverbrechen begangen zu haben, wissentlich einen Schuldigen freizusprechen.“
- 14.01.: In der L’Aurore wird eine erste Petition französischer Intellektueller publiziert, die sich für die Wiederaufnahme des Prozesses einsetzen.
- 07.02.: Erster Verleumdungsprozess gegen Zola.
- 23.02.: Zola wird schuldig gesprochen. Er wird zu einem Jahr Gefängnis und einer Geldbuße von 3.000 Franc verurteilt.
- 24.02.: Ministerpräsident Jules Méline vertritt vor der Abgeordnetenkammer die Ansicht, dass die Fälle Dreyfus und Zola abgeschlossen sind.
- 26.02.: Die Militärkommission beschließt mit 4 zu 1 Stimmen, dass Picquart aus der Armee ausgeschlossen wird.
- 02.04.: Das Urteil gegen Zola wird wegen eines Verfahrensfehlers aufgehoben.
- 08.05.: Wahlen zur Abgeordnetenkammer. Die beiden entschiedenen Dreyfusarden Joseph Reinach und Jean Jaurès verlieren ihre Sitze in der Abgeordnetenkammer.[35]
- 23.05.: Beginn des zweiten Verleumdungsprozesses gegen Zola.
- 28.06.: Henri Brisson bildet ein neues Kabinett, Godefroy Cavaignac folgt Billot als Kriegsminister nach.
- 07.07.: Kriegsminister Cavaignac versichert der Abgeordnetenkammer die rechtmäßige Verurteilung von Alfred Dreyfus. Er verliest Dokumente aus dem Geheimdossier. Seine Rede wird in der Abgeordnetenkammer mit Begeisterung aufgenommen. Der Text wird auf Plakate gedruckt und per Parlamentsbeschluss in ganz Frankreich verteilt.[36]
- 08.07.: Jean Jaurès kündigt in einem offenen Brief an, dass er die vom Kriegsminister vorgelegten Beweise in allen Punkten widerlegen werde. Der offene Brief erscheint in La Petite République, in der auch die anschließende Artikelserie von Jaurès veröffentlicht wird. Sie wird anschließend in dem Buch Les Preuves (Die Beweise) veröffentlicht.
- 09.07.: Picquart teilt dem Ministerpräsidenten mit, dass er beweisen könne, dass zwei der von Cavaignac verlesenen Dokumente sich nicht auf Dreyfus bezögen und das dritte Dokument eine Fälschung sei. Der Brief wird in der Pariser Zeitung Le Temps veröffentlicht.
- 12.07.: Cavaignac reicht Klage gegen Picquart und seinen Anwalt Leblois ein. Picquart soll seinem Anwalt militärische Geheimnisse verraten haben.
- 12.07.: Esterhazy und seine Geliebte werden wegen mehrerer Rechtsverstöße verhaftet.
- 13.07.: Picquart wird inhaftiert.
- Erste Hälfte Juli: Cavaignac beauftragt eine erneute Sichtung der Beweise gegen Dreyfus.
- 18.07.: Der zweite Verleumdungsprozess gegen Zola endet erneut mit einem Schuldspruch. Zola geht auf Anraten seiner Anwälte sofort nach London ins Exil.
- 13.08.: Bei der Sichtung der Dokumente des mittlerweile stark erweiterten Geheimdossiers fällt Hauptmann Louis Cuignet, einem Assistenten Cavaignacs auf, dass Le faux henry aus zwei unterschiedlichen Papiersorten zusammengesetzt ist. Das Dokument ist offensichtlich eine Fälschung.
- 30.08.: In einer Befragung durch Cavaignac gesteht Hubert Henry die Fälschung des faux Henry. Er wird anschließend verhaftet.
- 31.08.: Hubert Henry wird im Gefängnis Mont Valérien mit durchgeschnittener Kehle aufgefunden.
- 03.09.: Cavaignac tritt von seinem Amt als Kriegsminister zurück. Lucie Dreyfus stellt einen erneuten Revisionsantrag. Émile Auguste Zurlinden wird neuer Kriegsminister, tritt wenige Tage später – als das Oberste Berufungsgericht dem Revisionsantrag statt gibt – gleichfalls vom Amt zurück.
- 04.09.: Der mittlerweile von der Armee ausgeschlossene Esterhazy flieht zunächst nach Belgien und dann weiter nach Großbritannien.
- September – Oktober: Faschodakrise zwischen England und Frankreich.
- 25.10.: Mit Charles Chanoine tritt erneut ein Kriegsminister von seinem Amt zurück.
- 26.10.: Durch den Rücktritt von Charles Chanoine ist die gesamte Regierung von Henri Brisson zum Rücktritt gezwungen.
- 29.10.: Esterhazys Name wird aus der Liste der Ehrenlegion getilgt.[37]
- 29.10.: Das Oberste Berufungsgericht entscheidet, dass der Revisionsantrag zulässig ist und fordert eine umfassende Überprüfung des Urteils von 1894 an.
- 31.10.: Ein neues Kabinett wird gebildet, mit Charles Dupuy als Premierminister und Charles de Freycinet als Kriegsminister. Georges Lebret wird Justizminister.
- November bis Dezember: Der Dreyfusard Joseph Reinach beschuldigt in einer Artikelserie Henry, mit Esterhazy zusammengearbeitet zu haben.
- 16.11.: Alfred Dreyfus wird unterrichtet, dass das Oberste Berufungsgericht einem Revisionsantrag stattgegeben hat.
- 13.12.: Édouard Drumont gründet einen Fonds, um Berthe Henry zu helfen, die Kosten des Gerichtsverfahrens gegen Joseph Reinach zu decken, den sie der Ehrverletzung angeklagt hat.[38]

## 1899

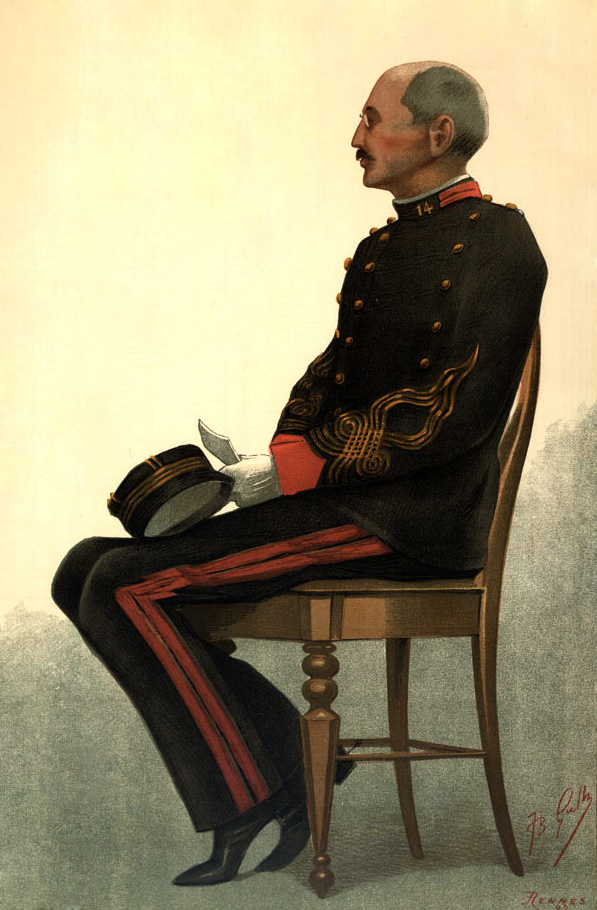
Jean Baptiste Guth, zeitgenössische Darstellung von Alfred Dreyfus während seines zweiten Prozesses vor dem Militärgericht in Rennes. Vanity Fair vom 7. September 1899

- 23.02.: Nach dem Staatsbegräbnis von Präsident Faure kommt es zum Versuch eines Staatsstreichs durch den Politiker Paul Déroulède, dem Gründer der chauvinistischen und antiparlamentarischen Ligue des Patriotes. Er rechnete bei seinem Staatsstreich fest mit der Unterstützung der Armee. General de Pellieux, der die Haupteskorte beim Begräbnis von Faure kommandierte, soll bei der Rückkehr vom Begräbnis in der Nähe des Place de la Nation auf Déroulèdes Truppen treffen, dann verabredungsgemäß von der vorgesehenen Route abweichen und in Richtung des Elysée-Palastes marschieren. Pellieux bricht jedoch im letzten Moment sein Wort und bittet den Militärgouverneur Zurlinden, ihm das Kommando über eine kleinere Eskorte zu übertragen. General Roget, der an seine Stelle tritt, verhaftete dagegen Déroulède. Déroulède wird zu zehn Jahre Verbannung verurteilt, nach sechs Jahren Exil in Spanien jedoch begnadigt.[39]
- 03.06.: Die Gemeinsame Kammer des Obersten Berufungsgericht hebt das Urteil von 1894 auf. Dreyfus soll sich in Rennes erneut einem Kriegsgerichtsverfahren stellen.
- 05.06.: Zola kehrt nach Frankreich zurück.
- 09.06.: Dreyfus wird an Bord des Kreuzers Sfax gebracht; Picquart wird aus dem Gefängnis entlassen.
- 13.06.: Die Verfahren gegen Picquart und Leblois werden eingestellt.
- 01.07.: Alfred Dreyfus kommt in Frankreich an und wird in das Militärgefängnis von Rennes überführt.
- 08.08.: Der Kriegsgerichtsprozess in Rennes beginnt.
- 14.08.: Fernand Labori, der Anwalt von Zola und Dreyfus, wird auf offener Straße von einem Attentäter angeschossen und verwundet. Der Attentäter wird nicht gefasst.
- 09.09.: Die Militärrichter sprechen Dreyfus mit 5 zu 2 Stimmen für schuldig. Ihm werden gleichzeitig mildernde Umstände zugebilligt, so dass das Strafmaß auf zehn Jahre Haft reduziert wird. Am folgenden Tag setzen sie sich dafür ein, dass Dreyfus eine zweite militärische Degradierung erspart bleibt.
- 19.09.: Alfred Dreyfus wird vom Staatspräsidenten begnadigt.

## 1900
- 14.12.: Ein Amnestiegesetz garantiert Straffreiheit für alle mit der Affäre Dreyfus in Zusammenhang stehenden Rechtsbrüche. Lediglich das Verbrechen, dessentwegen Dreyfus verurteilt worden ist, ist von dieser Amnestie ausgenommen. Das ermöglicht Dreyfus und seiner Familie, sich weiter um eine Revision des Urteils von Rennes zu bemühen.

## 1902
- 29.09.: Zola stirbt. Todesursache ist eine Kohlenstoffmonoxidvergiftung auf Grund eines verstopften Kamins.
- 05.10.: Zola wird auf dem Friedhof von Montmartre beigesetzt, Anatole France, der wie Zola zu den überzeugten Dreyfusarden gehört, hält die Hauptgrabrede. Dreyfus hat die Nacht zuvor am Sarg von Zola gewacht. Er nimmt an der Beerdigung teil, obwohl es im Vorfeld Sorge gab, dass es zu Ausschreitungen kommen würde.

## 1904
- 05.03.: Das Oberste Berufungsgericht akzeptiert das Gesuch der Regierung auf Revision des Urteils von Rennes und auf eine ergänzende Untersuchung. Grund des Revisionsantrags ist die Entdeckung weiterer fingierter Beweise im Geheimdossier.

## 1906
- 11.06.: Das Oberste Berufungsgericht annulliert einstimmig das Urteil von Rennes. Mit 31 zu 18 Stimmen verzichtet es auf eine Rückverweisung, damit kommt es zu keinem erneuten Kriegsgerichtsverfahren gegen Dreyfus.
- 13.06.: Per Gesetzesbeschluss werden Dreyfus als Major und Picquart als Brigadegeneral in die Armee aufgenommen.
- 20.06.: In einer Zeremonie in einem Hof der École Militaire wird Dreyfus in die Ehrenlegion aufgenommen.

## 1907
- 26.06.: Dreyfus nimmt seinen Abschied von der Armee.

## 1908
- 04.06.: Bei der feierlichen Überführung von Zolas sterblichen Überresten in das Panthéon wird ein Anschlag auf Dreyfus verübt. Dreyfus wird dabei von Kugeln am Arm gestreift. Der Attentäter, ein rechtsextremer Journalist, wird freigesprochen. Das Gericht begründet sein Urteil damit, dass der Täter seine Tat aus Leidenschaft und nicht vorsätzlich begangen habe.